# Peter Kleščík
Peter Kleščík /peter kleʃtʃiːk/ (ur. 18 września 1988 w Czadcy) – słowacki piłkarz występujący na pozycji środkowego bądź prawego obrońcy w AS Trenčín. Jest kapitanem drużyny z Trenczyna.

## Kariera klubowa
Kleščík jest wychowankiem AS Trenčín, do seniorskiej drużyny tego klubu trafił w 2006 roku.
23 maja 2006 roku Kleščík zaliczył debiut w Corgoň Lidze (a zarazem w seniorskiej drużynie AS Trenčín) w przegranym 0-5 meczu z MŠK Žilina.
4 lutego 2017 roku podpisał z klubem nowy, dwuipółletni kontrakt.

## Sukcesy
- Mistrzostwo Słowacji (2x): 2014/2015, 2015/2016
- Zdobywca Pucharu Słowacji (2x): 2014/2015, 2015/2016